# سازمان پزشکی قانونی
سازمان پزشکی قانونی در ایران سازمانی وابسته و زیر نظر رئیس قوه قضائیه می‌باشد و رئیس آن توسط رئیس قوه قضائیه انتخاب می‌شود.

## وظایف سازمان
وظیفه این سازمان ارائه نظر مشورتی به دادگاه و مراجع ذیصلاح در مواردی مانند تصادفات، ضرب و جرح، تخلفات شاغلین حرفهٔ پزشکی، مسائل زناشویی و طلاق، صدور مجوز سقط، صدور جواز دفن و تعیین علت مرگ در موارد مشکوک، کمک به نیروی انتظامی در تعیین مجرم، اثبات نسب، تعیین حجر و … می‌باشد. معمولاً در موارد دشوار و حساس کمیسیون پزشکی تشکیل می‌گردد.
در سال ۱۳۷۲ با توجه به توسعه کمی و تخصصی‌تر شدن این خدمات با تصویب مجلس شورای اسلامی، سازمان پزشکی قانونی کشور تأسیس شد. این سازمان با بیش از ۳۲۰ مرکز در سطح کشور سالانه حدود دو میلیون مورد کارشناسی برای مراجع قضایی انجام می‌دهد. از این میزان کارشناسی حدود ۸۱٪ مربوط به حوزه معاینات بالینی و کمیسیون‌های تخصصی، ۱۵٪ مربوط به حوزه آزمایشگاهی و حدود ۴٪ در رابطه با معاینه و بررسی اجساد با مرگ‌های غیرطبیعی و مشکوک است. این سازمان فعالیت‌های آموزشی و پژوهشی نیز دارد.